# بلازي أوغستين
بلازي أوغستين (بالبولندية: Błażej Augustyn)‏، من مواليد 26 يناير 1988 في سترزلين في بولندا، لاعب كرة قدم بولندي.
بدأ مسيرته الكروية مع نادي بولتون واندررز الإنجليزي، وهو يلعب معهم حتى الآن.

## روابط خارجية
- بلازي أوغستين على موقع قاعدة بيانات كرة القدم.إي يو (الإنجليزية)
- بلازي أوغستين على موقع Soccerway.com (الإنجليزية)
- بلازي أوغستين على موقع عالم كرة القدم.نت (الإنجليزية)